# Фраорт
Фраорт (Фравартиш) — царь Мидии, правивший в 647 — 625 до н. э..
Вся информация об этом царе взята у Геродота. Согласно ему Фраорт был сыном царя Дейока. Вступив после смерти отца на престол, Фраорт подчинил персов и затем вместе с ними «начал покорение Азии, народ за народом». Сообщается, что после двадцатидвухлетнего правления он погиб в битве против ассирийцев.
Обращаясь к Геродотову рассказу о Фраорте, мы оказываемся в ситуации, когда невозможно отыскать удовлетворительного независимого свидетельства даже о том, что такой царь вообще существовал у мидийцев. Тем не менее для обоснования появления в ассирийских текстах этого имени в науке была выдвинута[кем?] интересная, хотя и до некоторой степени запутанная цепочка аргументов. Начнём с изучения «Бехистунской надписи». Согласно этому источнику, некий Фравартиш поднял мятеж против Дария Великого. Этот человек самозваным образом утверждал, что он — не кто иной, как Хшатрита, царь мидийцев из рода Хуваштра (то есть из рода Киаксара). Поскольку в греческой передаче мидийское имя Фравартиш легко могло обернуться Фраортом, некоторые исследователи стали отождествлять персонажа «Бехистунской надписи» с Геродотовым Фраортом. Далее, в ассирийских запросах к оракулу бога Шамаша времён правления Асархаддона упоминается местный загросский вождь, которого источники называют «Каштарити, правитель Кар-Кашши». При этом ясно, что имя Каштарити — это аккадский вариант иранского имени Хшатрита. Учитывая сказанное выше об именах в «Бехистунской надписи», некоторые исследователи предположили, что Каштарити ассирийских текстов, которого опасался Асархаддон, и есть Фраорт, организовавший, согласно Геродоту, поход в Ассирию. Утверждалось даже, что, поскольку в царских запросах к оракулу выражена большая тревога относительно беды, которой грозил Ассирии этот загросский правитель, объединивший в союз против ассирийского царя племенные группы маннеев, мидийцев и киммерийцев, мы имеем здесь отражение сохранившейся у Геродота истории о том, как Фраорт завоевал Азию.
Такое отождествление и такая реконструкция, впрочем, неубедительны. Прежде всего, чересчур смелым допущением является предположение о том, что, поскольку Фравартиш «Бехистунской надписи» взял себе тронное имя Хшатрита (Каштарити в ассирийских источниках), то это мог быть тот самый Фраорт Геродотова рассказа. Во-вторых, данная реконструкция не согласуется с хронологией. Правление Фраорта Геродот мог относить приблизительно к 647—625 годам до н. э.; запросы же Асархаддона к оракулу по поводу Каштарити датируются примерно 670 годом до н. э. В-третьих, хотя в ассирийских текстах имя Каштарити представляет весьма удачный способ передать посредством аккадского языка древнеиранское имя Хшатрита, у нас тем не менее нет никаких весомых причин утверждать, что персонаж, носивший данное имя, был мидийцем. К тому же он назван царём города Кар-Кашши («Колония касситов»), что предполагает скорее ассоциацию с касситами, нежели с мидийцами. Более того, запросы к оракулу указывают, что Каштарити состоял в переписке с вождями мидийцев, предлагавших союз, то есть то, в чём он вряд ли нуждался, будь он царём мидийцев. И, наконец, можно утверждать, что при внимательном прочтении данных текстов в них не обнаруживается указаний на какой-то большой союз между народами Загроса, якобы существовавший при Каштарити; скорее, источники подразумевают, что Асархаддон искал у богов совета о том, как вести себя с необъединенными в союз врагами с Загроса, среди которых были Каштарити, киммерийцы, мидийцы и прочие. Таким образом, представляется весьма маловероятным, чтобы Каштарити ассирийских источников был тождественен Фраорту из «Истории» Геродота. Как бы то ни было, он совершенно точно не был единственным правителем объединённой Мидии, поскольку Асархаддон знал многих мидийских «царей», а в 672 году до н. э. заключил даже с некоторыми из них вассальный договор.

## Запросы к оракулу бога Шамаша
Ниже приведены запросы ассирийского царя Асархаддона к оракулу бога Шамаша, в которых упоминается Каштарити, владыка города Кар-Кашши:
- SAA 04-041. «… о Шамаш, Великий Господин, скажи, Мамитиаршу, владыка земли Мадай (Мидии), согласится ли заключить соглашение с Каштарити, владыкой города Кар-Кашши? …»
- SAA 04-042. «… о Шамаш, Каштарити, владыка города Кар-Кашши, который послал к […], говоря: „Давайте соберёмся вместе, мобилизуем войско и … начнём вести войну против армии Асархаддона, царя ассирийского“ …»
- SAA 04-043. «… о Шамаш, Великий Господин, смогут ли … Каштарити и его войско, или войско киммерийцев, или войско Манны, или войско Мадай, или войско любого другого противника, захватить город Кишассу? …»
- SAA 04-044. «… о Шамаш, Великий Господин, если Асархадон, царь ассирийский, … добавит войска в городе Карибту, который расположен на границе …, так что они смогут следить за врагом? … или … будет Каштарити со своим войском, войском или киммерийцев, или войском маннеев, или войсками Мадай, войском любого другого противника … или они захватят город Карибту …? …»
- SAA 04-045. «… о Шамаш, Великий Господин, … Дусанни Сапардский, или Каштарити, властитель города Кар-Кашши, с мощной армией или киммерийцы, или Мадай, или маннеи, или … появятся перед этим городом …»
- SAA 04-048. «… о Шамаш, Великий Господин, … Каштарити, властитель города Кар-Кашши, со своим войском, или войско Мадай, или войско маннеев, или войско киммерийцев, или любое другое войско, будут ли делать попытки захватить город Шубара, расположенный у границы Сапарды, захватят ли они этот город …»
- SAA 04-049. «… о Шамаш, Великий Господин, … будет или Каштарити со своим войском, или войско киммерийцев, или войско Мадай, или войско маннеев … или любой другой противник идти на город, Ушиши …»
- SAA 04-050. «… о Шамаш, Великий Господин, … будет ли Каштарити со своим войском, или войско киммерийцев … или Дусанни Сапардский, или …»
- SAA 04-051. «… о Шамаш, Великий Господин, … или Каштарити со своим войском, или Дусанни Сапардский, или киммерийцы, или мидяне, или маннеи, или любые другие враги захватить этот город Килман …»
- SAA 04-056. «… о Шамаш, Великий Господин, … Каштарити, властитель города Кар-Кашши, который послал … к Набу-шуме-Ишкуну …, говоря: „Напиши сообщение к царю Ассирии о том, что посланник царя должен прийти и заключить [мирный] договор со мной …“ …»
- SAA 04-057. «… о Шамаш, Великий Господин, … Или Асархадону, царю ассирийскому, отправить посланника, которого желает Каштарити, властитель города Кар-Кашши? И если Асархадон, царь ассирийский, пошлёт своего посланника к Каштарити, он, по совету своих приближённых, не подвергнет ли посланника допросу, не убьет ли его? …»
- SAA 04-059. «… о Шамаш, Великий Господин, … будет ли Каштарити … нападать, убивать, грабить …»
- SAA 04-060. «… о Шамаш, Великий Господин, … может ли Асархадон, царь ассирийский, снарядить и отправить армию, как он желает, против Каштарити, властителя города Кар-Кашши …»
- SAA 04-061. «… о Шамаш, Великий Господин, … Будет ли Каштарити, в этой войне … или атаковать чиновников и правителей, армию Асархадона, царя ассирийского? [Они будут] убивать, грабить … ? …»
- SAA 04-062. «… о Шамаш, Великий Господин, …  Должен ли царь отправить военачальников и наместников, вместе с людьми, лошадьми и войском, таким большим, какое они хотят, против Каштарити, властителя города Кар-Кашши, и его войска, чтобы вести войну за город Касасу? Смогут ли, военачальники и наместники армии Асархадона, царя ассирийского, покорить этот город и смогут ли они пройти землёй Кар-Кашши там, где они захотят? …»[4]

| Династия мидийских царей |                                                        |                   |
| Предшественник: Дейок    | мидийский царь около 647—625 до н. э. (правил 22 года) | Преемник: Киаксар |